# 12 de Octubre (estación)
12 de Octubre es una estación de la Línea 1 del Metro de Panamá, ubicada en la ciudad de Panamá, entre la estación de El Ingenio y la estación de Pueblo Nuevo. Fue inaugurada el 5 de abril de 2014 y sirve a los corregimientos de Bethania y Pueblo Nuevo.
En su primer año de operaciones, la estación de 12 de Octubre es la octava más usada en la red, recibiendo al 8% de los pasajeros en hora pico.